# Billie Thomas
Billie Thomas (* 12. März 1931 in Los Angeles, Kalifornien als William Thomas, Jr.; † 10. Oktober 1980 ebenda) war ein US-amerikanischer Kinderschauspieler. Bekannt wurde er vor allem als Darsteller der ursprünglich als Mädchen angelegten Figur Buckwheat in der Filmreihe Die kleinen Strolche in 93 Filmen zwischen 1934 und 1944.

## Leben

### Filmkarriere
Der Afroamerikaner Billie Thomas erhielt 1934 im Alter von drei Jahren nach einem Casting seine ersten Rollen in der populären Kurzfilm-Reihe Die kleinen Strolche (Our Gang). Nachdem er in seinen drei ersten Our-Gang-Filmen nur Kleinstrollen innegehabt hatte, erhielt er ab seinem vierten Film die Rolle des stets fröhlichen Buckwheat. Zuvor war Buckwheat als weibliche, von den Kinderschauspielerinnen Willie Mae Walton und Carlena Beard verkörperte Figur bereits in der Serie aufgetreten. Auch in den ersten Filmen mit Billie Thomas wurde Buckwheat noch als Mädchen hingestellt, bis die Figur im Laufe des Jahres 1935 in einen Jungen mit markanten Afro-Look und Schlapphut verwandelt wurde. Thomas’ Rolle gewann an Bedeutung für die Serie, als er den zu alt gewordenen Matthew „Stymie“ Beard 1935 als wichtigstes „schwarzes Kind“ der Filmreihe ersetzte. In den ersten Jahren seiner Karriere bei Our Gang bildete er häufig ein Duo mit Eugene „Porky“ Lee; die beiden begleiteten dabei oft die älteren Kinder der Serie wie Spanky und Alfafa auf ihren Abenteuern und sorgten für allerhand Chaos. Ab dem Jahr 1939 wurde Lee durch Robert Blake ersetzt, der nun häufiger mit Billie Thomas interagierte.
Zwischen 1935 und 1944 trat Billie Thomas in allen Produktionen der Kurzfilmreihe auf. In General Spanky, dem einzigen Langfilm der Kleinen Strolche aus dem Jahr 1936, verkörperte Thomas einen entflohenen Kindersklaven. Nachdem die Serie von Hal Roach 1938 an Metro-Goldwyn-Mayer verkauft worden war, blieb er Mitglied der Kinderschauspielertruppe, jedoch verlor Our Gang zusehends an Popularität. Er verblieb bei der Filmreihe bis zu ihrer Einstellung mit dem Film Dancing Romeo, der im November 1943 entstand, als Thomas zwölf Jahre alt war. Nach nur einer weiteren Filmrolle in Colorado Pioneers (1945) war die Schauspielkarriere von Thomas beendet. Insgesamt hatte Thomas während seiner Kindheit in fast 100 Filmen gespielt, bis auf wenige Ausnahmen allesamt Our-Gang-Filme.

### Späteres Leben
1954 trat Billie Thomas der United States Army bei und verließ sie im Jahr 1956 mit der National Defense Service Medal sowie der Good Conduct Medal. Thomas erhielt im späteren Leben mehrfach Angebote, erneut als Film- oder Theaterschauspieler zu arbeiten. Er selbst hatte jedoch kein Interesse, wieder als Schauspieler zu arbeiten, vor allem, weil ihm der Beruf zu unstetig und unsicher erschien. Dennoch blieb er weiterhin dem Filmgeschäft verbunden und arbeitete als Filmtechniker und Filmeditor, unter anderem bei dem Unternehmen Technicolor. Kurz vor seinem Tod nahm Thomas gemeinsam mit anderen Our-Gang-Mitgliedern an einer Veranstaltung der Sons of the Desert teil, dem Fanclub des ebenfalls von Roach produzierten Komikerdios Laurel und Hardy, und erhielt Standing Ovations.
Billie Thomas hatte einen Sohn aus einer geschiedenen Ehe. Er erlag im Oktober 1980 im Alter von nur 49 Jahren einem Herzinfarkt und wurde auf dem Inglewood Park Cemetery im Los Angeles County beigesetzt.

### Buckwheat-Hoax
Im Jahr 1990 behauptete der Lebensmittelhändler Bill English († 1994) aus Arizona in der amerikanischen Nachrichtensendung 20/20, Buckwheat als Kind gespielt zu haben. Die Sendung stellte die Behauptung von English zunächst nicht in Frage. George McFarland, der Darsteller des Spanky, wurde auf den Bericht aufmerksam und konfrontierte in der folgenden Woche den Lebensmittelhändler in dessen Gegenwart live im Fernsehen. McFarland legte ihm dar, dass der echte Buckwheat bereits zehn Jahre tot sei, was English aber nicht davon abhielt, an der Behauptung festzuhalten. Anschließend erfolgte eine öffentliche Entschuldigung seitens der Nachrichtensendung, die verantwortliche Produzentin wurde wegen schlechter journalistischer Arbeit entlassen. Gegen den als Betrüger entlarvten Bill English erstattete der Sohn von Billie Thomas später Anzeige.